# Latino
Latino (feminin form: latina) avser en person med latinsk bakgrund, alltså från ett land som talar ett latinskt språk. I USA används även det närliggande begreppet hispanic, som brukar översättas med "spanskättad".[källa behövs]
Begreppet används ofta om personer med latinamerikansk bakgrund och inkluderar då inte personer med annan latinsk bakgrund t.ex. fransmän, italienare och portugiser.